# دلندة عبدو
خيرة الغربي  (الاسم الفني : دلندة عبدو) هي ممثلة كوميدية تونسية ولدت يوم 2 ديسمبر 1928 في نهج تربة الباي بتونس العاصمة وتوفيت في 29 يونيو 2021، من أهم أعمالها هناني وصلوحة.

## فيلموغرافيا

### السينما
- 1973 : أمي تراكي لعبد الرزاق الحمامي
- 2010 : العيشة لوليد الطايع (فيلم إنجليزي)
- 2015 : صراع لالمنصف بربوش

### الأعمال التلفزية
- 1992 : الدوار لعبد القادر الجربي
- 1996 : الخطاب على الباب (ضيفة شرف الحلقة 7 من الموسم 1) لصلاح الدين الصيد وعلي اللواتي والمنصف البلدي بدور حبيبة
- 1999 : أنبار الليل لالحبيب المسلماني بدور وريدة
- 2006 : حكايات العروي لالحبيب الجمني
- 2007 : صالح وصلوحة
- 2007 : شوفلي حل (ضيفة شرف الحلقة 18 من الموسم 4) لصلاح الدين الصيد بدور عيشوشة
- 2010 : كاستينغ لسامي الفهري بدور والدة صالح
- 2014 : نسيبتي العزيزة ضيفة شرف الحلقتين 15 و20 من الموسم 4) لصلاح الدين الصيد

## وصلات خارجية
- دلندة عبدو على موقع IMDb (الإنجليزية)
- دلندة عبدو على موقع قاعدة بيانات الأفلام العربية